# Leucopis rajabimazhari
Leucopis rajabimazhari är en tvåvingeart som beskrevs av Raspi 2005. Leucopis rajabimazhari ingår i släktet Leucopis och familjen markflugor.
Artens utbredningsområde är Iran. Inga underarter finns listade i Catalogue of Life.